# Filbinger-Affäre

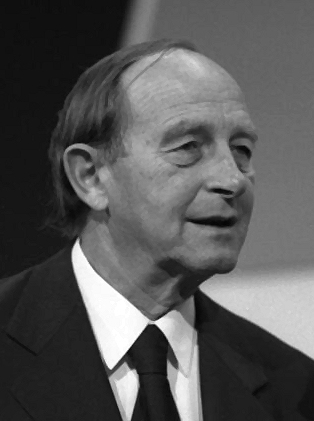
Hans Filbinger (1978)

Die Filbinger-Affäre oder der Fall Filbinger im Jahr 1978 war eine Kontroverse um das Verhalten Hans Filbingers (1913–2007) in der Zeit des Nationalsozialismus und seinen Umgang damit als Ministerpräsident Baden-Württembergs. Sie begann im Februar 1978 mit Filbingers Unterlassungsklage gegen den Dramatiker Rolf Hochhuth, der ihn öffentlich als „furchtbaren Juristen“ bezeichnet hatte.
Im weiteren Verlauf wurden vier Todesurteile entdeckt, die Filbinger als Militärrichter der Kriegsmarine 1943 und 1945 beantragt oder gefällt hatte. Er bestritt zuvor drei davon und gab dann an, sie vergessen zu haben, hielt aber an ihrer Rechtmäßigkeit fest. Angesichts der wachsenden öffentlichen Kritik verlor er den Rückhalt der CDU, der er seit 1951 angehörte. Daraufhin trat er am 7. August 1978 als Ministerpräsident zurück.
Seine bis zu seinem Tod am 1. April 2007 fortgesetzten Rehabilitierungsversuche und eine umstrittene Trauerrede Günther Oettingers für ihn hielten die Erinnerung an die Affäre wach. Sie beeinflusste die Vergangenheitsbewältigung in der Bundesrepublik Deutschland und die Rehabilitierung der Opfer der NS-Militärjustiz. Filbingers Verhalten in der NS-Zeit gilt heute als Beispiel für das Versagen vieler Täter und Mitläufer unter damaligen Juristen.

## Vorgeschichte

### Militärrichter im und nach dem Zweiten Weltkrieg
Filbinger war während seiner Juristenausbildung 1937 NSDAP-Mitglied und 1940 freiwillig Soldat in der deutschen Kriegsmarine geworden. Im März 1943 wurde er in die Marinejustiz berufen. Er wirkte nacheinander an fünf Militärgerichten in Norddeutschland und Norwegen und nahm an mindestens 234 Strafverfahren teil. In 169 Fällen war er als Vorsitzender Richter direkt für Urteil und Strafverfügung verantwortlich, in 63 Fällen indirekt als Ankläger oder Untersuchungsführer. Nach Kriegsende wurde er als Kriegsgefangener der Briten in Oslo bis Februar 1946 zur Lageraufsicht weiter als Marinerichter eingesetzt.
Dieses Kapitel seiner Biografie wurde erstmals 1972 zum Medienthema, aber erst 1978 bundesweit öffentlich debattiert. Bis dahin unbeachtete Akten von 41 Verfahren, an denen Filbinger beteiligt war, wurden bis zum 13. Juni 1978 im Bundesarchiv, Zweigstelle Kornelimünster, aufgefunden, aber von ihm nicht zur Einsicht freigegeben.

### Filbingers Prozess gegen denSpiegel1972

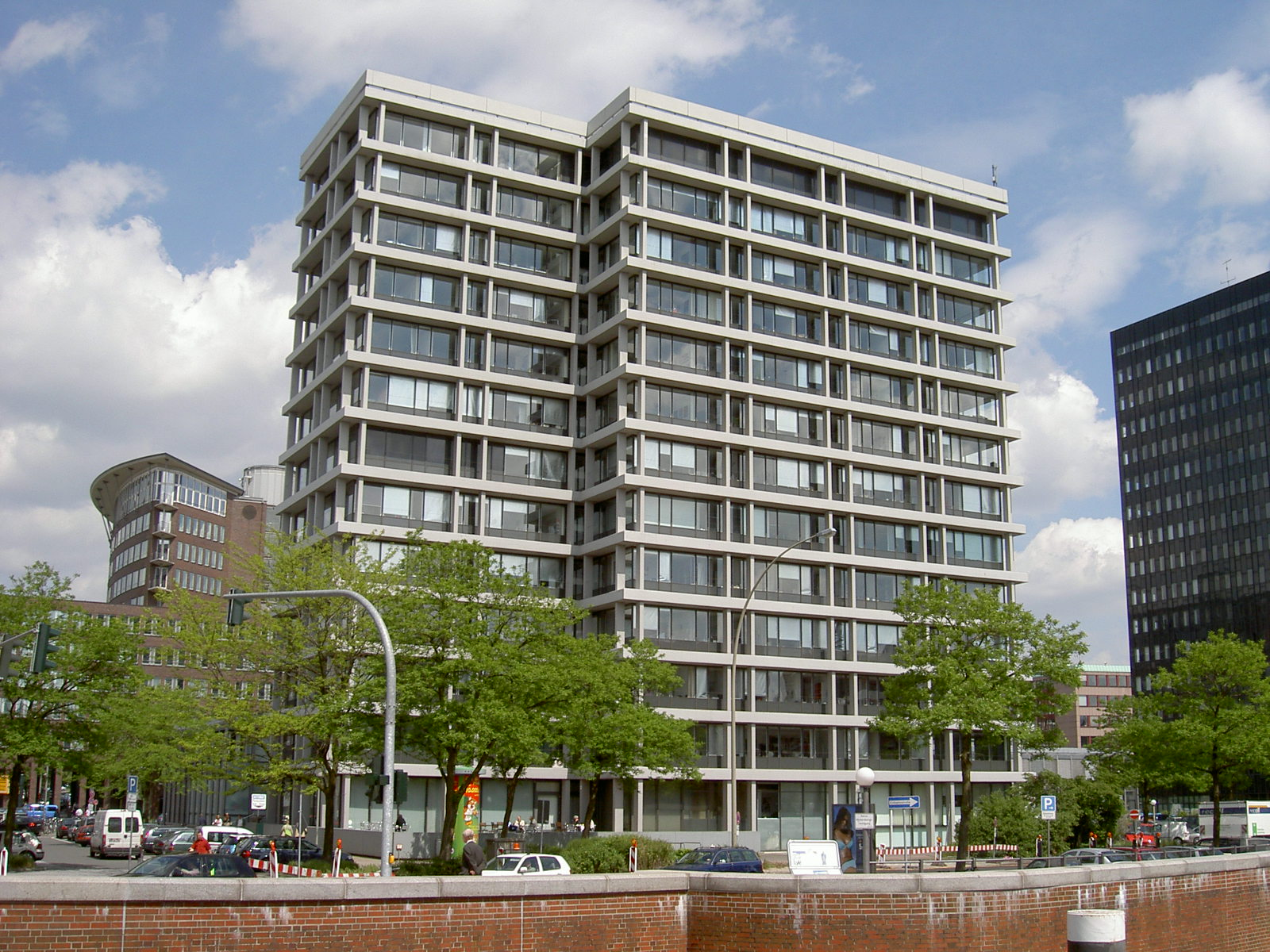
Der Spiegel, Redaktionshaus in Hamburg

Die Zeitschrift Der Spiegel berichtete am 10. April 1972 von Kurt Olaf Petzold, der sich als Gefangener in einem britischen Kriegsgefangenenlager Hakenkreuze von seiner Kleidung gerissen und einen Umzugsbefehl mit den Worten verweigert hatte: „Ihr habt jetzt ausgeschissen. Ihr Nazihunde, Ihr seid schuld an diesem Krieg. Ich werde bei den Engländern schon sagen, was Ihr für Nazihunde seid, dann kommt meine Zeit.“ Marinerichter Filbinger verurteilte ihn dafür am 1. Juni 1945 zu sechs Monaten Gefängnis und begründete dies mit einem „hohen Maß von Gesinnungsverfall“. Petzold habe „zersetzend und aufwiegelnd für die Manneszucht gewirkt“. Der Begriff „Manneszucht“ stammte aus preußischer Militärtradition und bestimmte im Nationalsozialismus Soldatenausbildung und Militärrecht. Mit einer „Gefahr für die Manneszucht“ hatten Wehrmachtsrichter, besonders oft die der Marine, in der letzten Kriegsphase tausende Todesstrafen für meist geringfügige Dienst- oder Disziplinvergehen begründet.
Im Interview mit dem Spiegel erklärte Petzold 1972, Filbinger habe vor seinem Prozess „unseren geliebten Führer“ gerühmt, der „das Vaterland wieder hochgebracht hat“. Filbinger klagte auf Unterlassung dieser Aussagen. Er erinnere sich nicht mehr an den Fall, habe sich aber als „religiöse Persönlichkeit“ „vielfach aktiv gegen dieses Regime betätigt“. Er sei 1933 wegen antinazistischer Gesinnung von der Studienstiftung des deutschen Volkes ausgeschlossen worden und später Mitglied eines bekannten regimefeindlichen Freiburger Kreises gewesen. Zudem habe er als unbeteiligter Marinerichter für den wegen „Wehrkraftzersetzung“ zum Tod verurteilten Priester Karl Heinz Möbius im Frühjahr 1945 ein Wiederaufnahmeverfahren erreicht, in dem Möbius freigesprochen worden sei. Für den Oberleutnant Guido Forstmeier habe er durch Verzögern der Verhandlung ein drohendes Todesurteil abgewendet.
Akten zu diesen Fällen legte Filbinger nicht vor; sie wurden auch im späteren Verlauf nicht aufgefunden. Doch beide Genannten bezeugten mehrfach schriftlich, dass Filbinger ihr Leben gerettet habe. Adolf Harms, Kollege Filbingers als Marinerichter und seit 1944 am gleichen Militärgericht tätig, bezeugte, dieser habe zum NS-Regime „eine ausgesprochen negative Einstellung“ gehabt. Das Gericht gab Filbingers Klage am 3. August 1972 statt, weil es die von Petzold zitierten Aussagen für unwahrscheinlich hielt und eine Verwechslung vermutete.

### Filbingers Gedenkrede 1974
Zum Gedenken an das Attentat vom 20. Juli 1944 hielt Filbinger als Bundesratspräsident im Berliner Reichstagsgebäude am 19. Juli 1974 eine Rede über den Widerstand gegen den Nationalsozialismus. Er beschrieb zunächst Hintergründe des Attentats und Gewissensnot der Teilnehmer. Dann erklärte er, er habe in der NS-Zeit zum Freiburger Freundeskreis um den katholischen Schriftsteller Reinhold Schneider gehört, der Kontakte zu Widerstandsgruppen gehabt habe, und habe „aus der Gesinnung, die diesen Kreis beseelte, gehandelt, unter Inkaufnahme der damit gegebenen Risiken“. Dennoch empfinde er sein damaliges Handeln angesichts des Notwendigen als „schwerwiegende Unterlassung“. Dies sehe er im Stuttgarter Schuldbekenntnis vom Oktober 1945 treffend ausgedrückt, dessen Kernsatz er zitierte. Dann beschrieb er den Kirchenkampf der katholischen Bischöfe und der Bekennenden Kirche, der sich seit 1933 zu einer „Totalfront des Widerstandes“ entwickelt und „dem nationalsozialistischen System selbst“ gegolten habe.
Schon im Vorfeld hatten manche Angehörige hingerichteter Widerständler gegen Filbingers Rederecht protestiert. Bei der Rede ertönten Zwischenrufe wie „Nazi“, „Heuchler“, „NS-Richter“, bis die Rufer aus dem Saal gewiesen wurden. Die Wochenzeitung Die Zeit kommentierte die Vorfälle mit Bezug auf den 1972 bekannt gewordenen Fall Petzold: „… wer nach Kriegsende einen Soldaten im Gefangenenlager wegen ‚Auflehnung gegen Zucht und Ordnung‘ und wegen ‚Gesinnungsverfalls‘ zu sechs Monaten Gefängnis verurteilt, der hat mit denen, die sich gegen die Ordnung jener Zeit aufgelehnt haben, wenig gemein.“ Als Filbinger die Rede beendet hatte, versuchte David Heinemann ans Mikrofon zu kommen, um als Enkel von Julius Leber zu sprechen. Es kam zu einem Gerangel und er wurde abgeführt.
Der Zeithistoriker Peter Reichel verglich die Reden und zeigte die Unterschiede von Filbingers Gedenkrede mit der Rede Gustav Heinemanns von 1969 auf. Das Auftreten und die Rede Filbingers habe „ein ganz anderes Bild“ geboten. Heinemann habe im Gegensatz zu ihm den kommunistischen Widerstand anerkannt, auf die undemokratische, deutschnationale Tradition der Attentäter des 20. Juli hingewiesen, die deutsche Teilung auch als Folge ihres Zu-Spät-Kommens und Scheiterns beschrieben und zuletzt eigene Versäumnisse in der NS-Zeit biografisch konkret benannt.

## Verlauf

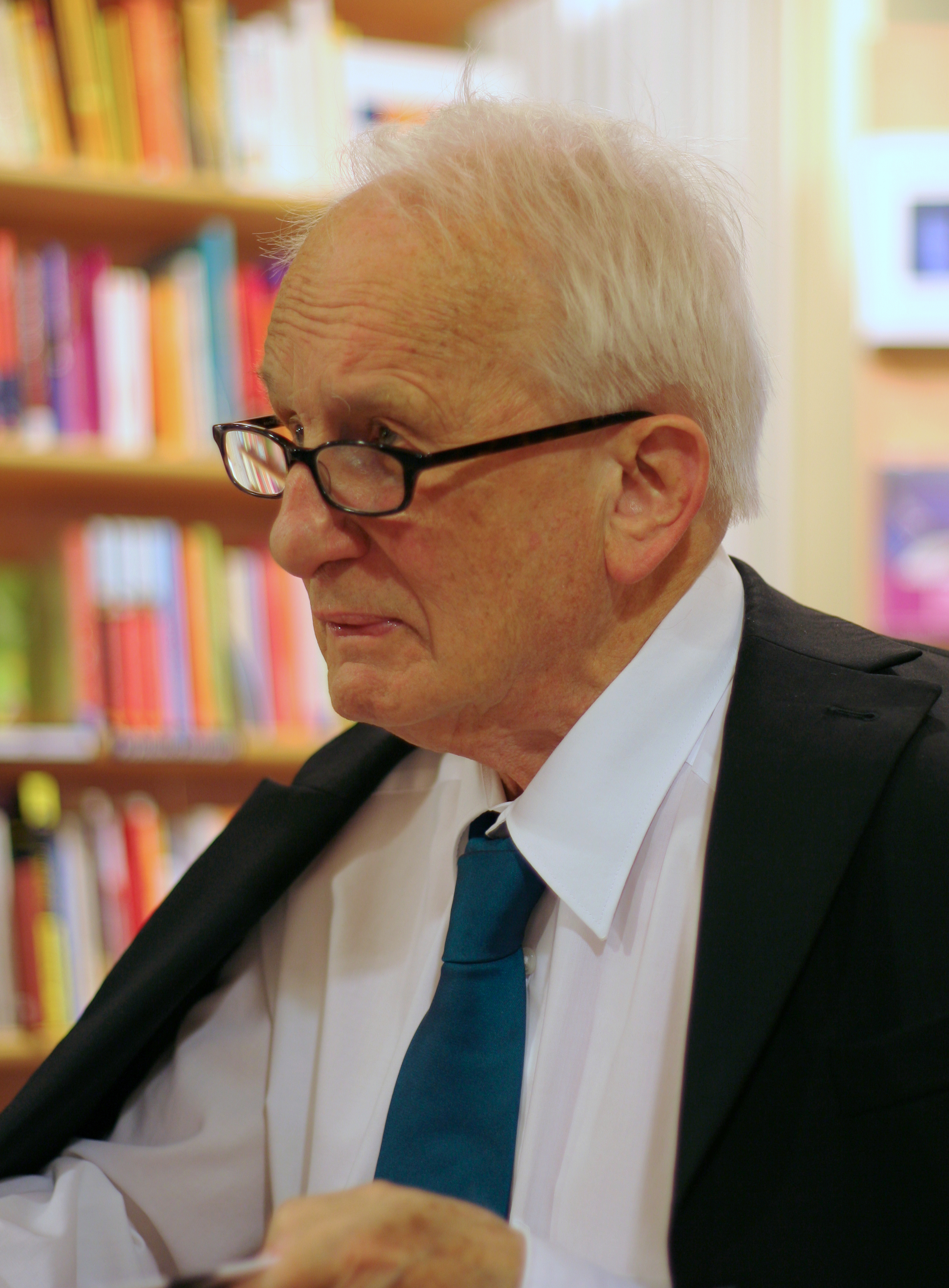
Rolf Hochhuth 2009

### Filbingers Prozess gegen Rolf Hochhuth und dieZeit1978
In einem Vorabdruck seines Romans Eine Liebe in Deutschland vom 17. Februar 1978 bezeichnete Rolf Hochhuth Filbinger als „Hitlers Marinerichter, der sogar noch in britischer Gefangenschaft nach Hitlers Tod einen deutschen Matrosen mit Nazi-Gesetzen verfolgt hat“. Er sei „ein so furchtbarer Jurist gewesen, daß man vermuten muß – denn die Marinerichter waren schlauer als die von Heer und Luftwaffe, sie vernichteten bei Kriegsende die Akten – er ist auf freiem Fuß nur dank des Schweigens derer, die ihn kannten“.
Auf Filbingers erneute Unterlassungsklage hin untersagte das Landgericht Stuttgart am 23. Mai 1978 durch eine einstweilige Verfügung die Behauptung, er sei nur wegen Strafvereitelung einer Haftstrafe entgangen. Hochhuth hatte diesen Teil seiner Aussagen zuvor zurückgenommen: Sie seien absurd gewesen, da kein Richter der NS-Zeit in der Bundesrepublik je für Unrechtsurteile bestraft worden sei. Die übrigen Aussagen erlaubte das Gericht als freie und zum Teil faktengestützte Meinungsäußerung. Damit schien die Affäre zunächst abgeschlossen zu sein.
Filbinger wollte jedoch auch Die Zeit gerichtlich verpflichten, Hochhuths gesamte Äußerungen zu ihm nicht mehr abzudrucken. Im Zuge dieses Prozesses gewährte das Bundesarchiv in Kornelimünster den Anwälten beider Seiten Einsicht in die Akten der Marinegerichte, an denen Filbinger tätig gewesen war. Dabei fand Hochhuth im April 1978 den Fall Walter Gröger, den der Chefredakteur der Zeit Theo Sommer Filbinger am 4. Mai vorlegte. Sommers Anwalt Heinrich Senfft präsentierte ihn in seinem Plädoyer am 9. Mai, nahm auf das Urteil von 1972 Bezug und fragte, wer Filbinger angesichts seiner angeblichen antinazistischen Gesinnung und seines Einsatzes für zum Tod Verurteilte gezwungen habe, diesmal das Todesurteil zu beantragen und seine Vollstreckung anzuordnen.
Erich Schwinge erwiderte mit einem Rechtsgutachten, der Fall Gröger könne Filbinger weder rechtlich noch moralisch angelastet werden. Schwinge war führender Militärstrafrechtler der NS-Zeit gewesen, hatte mit seinem Gesetzeskommentar zum 1940 verschärften Militärstrafgesetzbuch unter anderem die Todesstrafe für „Wehrkraftzersetzung“ zur Generalprävention gefordert und als Wehrmachtsrichter selbst Todesurteile verhängt. Seit 1949 verteidigte er ehemalige Wehrmachts- und SS-Angehörige in etwa 150 Prozessen und beeinflusste die bundesdeutsche Rechtsprechung noch bis 1995 mit seiner These, die NS-Militärjustiz habe gegen den Nationalsozialismus rechtsstaatliche Prinzipien vertreten.
Am 13. Juli 1978 bestätigte das Gericht die vorherige Verfügung und ließ die Aussagen „furchtbarer Jurist“, „Hitlers Marinerichter“ und „Filbinger verfolgte einen deutschen Matrosen noch in britischer Gefangenschaft mit Nazigesetzen“ als freie Meinungsäußerungen zu. Sein Urteil gegen Petzold und Urteilsantrag gegen Gröger passe nicht „zu einem Richter, der seine Gegnerschaft zum NS-Regime hervorhebt“. Zwar habe er in beiden Verfahren „im Rahmen des damals geltenden Rechts“ gehandelt, müsse sich aber heutige Anfragen an sein Verhalten gefallen lassen.

### Der Fall Walter Gröger

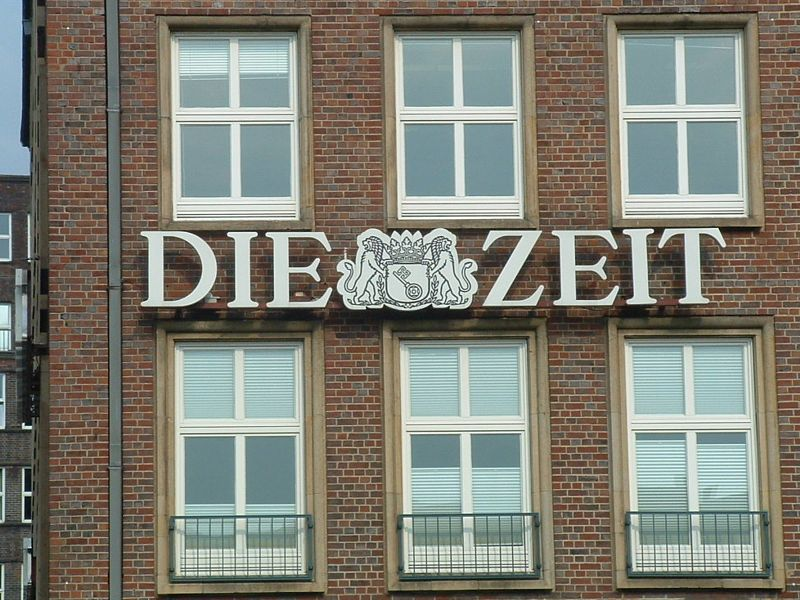
Die Zeit, Pressehaus Hamburg

Am 12. Mai 1978 veröffentlichte die Zeit Details zum Verfahren des zweiundzwanzigjährigen Matrosen Walter Gröger. Dieser hatte sich 1943 vier Wochen lang in Oslo bei einer norwegischen Freundin, Marie Lindgren, versteckt und erwogen, mit ihr in das neutrale Schweden zu fliehen. Sie erzählte einem befreundeten Polizeibeamten davon, der Gröger am 6. Dezember 1943 festnehmen ließ. Er wurde wegen vollendeter „Fahnenflucht im Felde“ am 14. März 1944 zu acht Jahren Zuchthaus und Verlust der Wehrwürdigkeit verurteilt. Sein Fluchtplan wurde nicht als versuchte Fahnenflucht ins Ausland gewertet, weil er seine Uniform wiedergeholt und damit Rückkehrabsicht zur Truppe signalisiert habe.
Der Gerichtsherr, Generaladmiral Otto Schniewind, hob das Urteil am 1. Juni 1944 auf, „weil auf Todesstrafe hätte erkannt werden sollen“. Er begründete dies mit Grögers Vorstrafen, einer „Führerrichtlinie“ zu Fahnenflucht vom 14. April 1940 und einem Erlass des Oberbefehlshabers der Marine (ObdM), Karl Dönitz, vom 27. April 1943. Die Führerrichtlinie verlangte die Todesstrafe für Fluchtversuche ins Ausland und erheblich vorbestrafte Täter, nannte aber auch mildernde Umstände, bei denen eine Zuchthausstrafe ausreiche: „jugendliche Unüberlegtheit, falsche dienstliche Behandlung, schwierige häusliche Verhältnisse oder andere nicht unehrenhafte Beweggründe“. Der Dönitz-Erlass dagegen verlangte bei jeder Fahnenflucht, die ein „Versagen treuloser Schwächlinge“ sei, die Todesstrafe.
Filbinger wurde am 15. Januar 1945 anstelle des bisherigen Anklägers nach dessen Voruntersuchung mit dem Fall beauftragt. In der Hauptverhandlung am Folgetag wertete das Gericht negativ, dass Gröger ein Eisernes Kreuz und eine Ostmedaille als sein Eigentum ausgegeben hatte. Nun wurde sein Fluchtplan als Fluchtversuch ins Ausland ausgelegt. Dem Gerichtsherren folgend, beantragte Filbinger auf der Basis der „Führerrichtlinie“ wegen charakterlicher Schwächen und Vorstrafen im soldatischen Führungszeugnis die Todesstrafe für Gröger. Verteidiger Werner Schön bat für ihn um Gnade: Das Gericht habe eingeräumt, dass nach geltendem Militärgesetz kein Fluchtversuch ins Ausland vorgelegen habe. Er warf Ankläger und Richter damit kaum verdeckt Rechtsbeugung vor.
Marineoberstabsrichter Adolf Harms verurteilte Gröger am 22. Januar 1945 zum Tod als „einzig angemessene Sühne“. Als die Urteilsbestätigung aus Berlin zunächst ausblieb, stellte Filbinger mehrere schriftliche und fernmündliche Nachfragen und trieb damit Grögers Hinrichtung ungewöhnlich zielstrebig voran. Am 27. Februar 1945 bestätigte das Oberkommando der Marine (OKM) in Berlin das Todesurteil und lehnte das Gnadengesuch ab. Am 15. März traf der Schriftsatz dazu am Oslofjord ein. Am selben Tag ordnete Filbinger die Vollstreckung an und verkürzte damit die übliche Dreitagesfrist bis zur Hinrichtung. Er setzte sich selbst zum leitenden Offizier dafür ein, wie es für Anklagevertreter üblich war. Am 16. März um 14:05 Uhr verkündete er dem Verurteilten die Anordnung des Gerichtsherrn und ließ Gröger den Empfang unterzeichnen. Um 16:02 Uhr ließ er ihn erschießen. Dabei war er anwesend und gab wohl als leitender Offizier den Feuerbefehl.
Entgegen seiner Dienstpflicht hatte Filbinger Grögers Anwalt den Hinrichtungstermin nicht mitgeteilt. Dieser hätte seinem Mandanten beistehen dürfen und äußerte noch Jahrzehnte später sein Befremden über Filbingers Versäumnis. Grögers Angehörige erhielten keine Nachricht von seiner Hinrichtung. Seine Mutter Anna Gröger erfuhr 1954 davon, die genauen Umstände jedoch erst 1978 durch Hochhuth, ebenso Marie Lindgren. Nach zwei Ablehnungsbescheiden bewilligte der niedersächsische CDU-Sozialminister Hermann Schnipkoweit Anna Gröger am 24. September 1979 eine Versorgungsrente als NS-Opferangehörige, indem er das Todesurteil für ihren Sohn nun als „den Umständen nach ein offensichtliches Unrecht“ einstufte.

### Filbingers Stellungnahmen
In Kenntnis der bevorstehenden Veröffentlichung erklärte Filbinger am 4. Mai 1978, Fahnenflucht sei 1945 weltweit mit Todesstrafe bedroht und an allen Fronten „mit besonderem Nachdruck verfolgt“ worden. Deshalb habe der Flottenchef für Gröger die Todesstrafe verlangt und damit von vornherein keine abweichenden Urteile akzeptiert. Der Ankläger habe diese daher beantragen müssen und Grögers Verfahren als Sitzungsvertreter nicht beeinflussen können.
Er habe sich der Marinerichtertätigkeit „mit allen Mitteln“ zu entziehen versucht und sich dazu als U-Boot-Soldat angeboten, wissend, „dass dieser Dienst als Himmelfahrtskommando galt“. In der ganzen NS-Zeit habe er seine „antinazistische Gesinnung“ auch „sichtbar gelebt“ und darum seit seiner Studentenzeit beruflich „erhebliche Nachteile“ erfahren.
Wie in der bundesdeutschen Justiz bis dahin üblich, setzte Filbinger also das Wehrmachtsstrafrecht formal mit dem Militärrecht der angegriffenen Staaten gleich, deutete die letzte Phase des verlorenen Angriffskriegs als „Vaterlandsverteidigung“ und legitimierte so die exzessive Anwendung des NS-Kriegsrechts und damit die Fortsetzung von Kriegsverbrechen und Völkermord. Er behauptete fehlenden Handlungsspielraum der beteiligten Juristen, so auch für sich, und erklärte sich zugleich zu einem NS-Gegner und NS-Verfolgten, der für seine antinazistische Überzeugung sein Leben riskiert habe.
Am 10. Mai 1978 und öfter behauptete Filbinger: „Es gibt kein einziges Todesurteil, das ich in der Eigenschaft als Richter gesprochen hätte.“ Auch habe er außer bei Gröger „bei keinem anderen Verfahren, das zum Todesurteil geführt hat, mitgewirkt“. Am 15. Mai 1978 zitierte der Spiegel ihn wie folgt: „Was damals Rechtens war, kann heute nicht Unrecht sein!“
Nachdem Gerd Bucerius den Satz in der Zeit vom 9. Juni 1978 aufgriff und auf „Hitlers Gesetze“ bezog, stellte Filbinger in der Folgeausgabe vom 16. Juni 1978 klar: Er habe den Satz so nicht gesagt, sondern die Spiegel-Journalisten hätten seine Reaktion auf ihren Vorwurf, er habe im Fall Gröger Recht gebeugt, so ausgelegt. Am 1. September 1978 erklärte er im Rheinischen Merkur: „Meine Äußerung bezog sich nicht auf die verabscheuungswürdigen NS-Gesetze, sondern auf die seit 1872 im Militärstrafgesetzbuch angedrohte Todesstrafe für Fahnenflucht im Felde.“
Als Ankläger Grögers hatte er sich auf die Führerrichtlinie von 1940 bezogen, die einen Ermessensspielraum zuließ. Daher wurde er vielfach so verstanden, „dass damals ‚Recht‘ gesprochen worden sei“ und in einem Unrechtsstaat gefällte formal korrekte Urteile auch in einem Rechtsstaat weiter gälten. Diese in den Nachkriegsjahrzehnten übliche These einer Rechtskontinuität wirkte nun als Skandal. Erhard Eppler, damaliger SPD-Fraktionsvorsitzender und Oppositionsführer im baden-württembergischen Landtag, bescheinigte Filbinger darum ein „pathologisch gutes Gewissen“.
Am 8. Juli 1978 gestand Filbinger bei einer Pressekonferenz zu, er habe sich über den Fall Gröger nicht rechtzeitig und deutlich genug betroffen gezeigt.

### Bekanntwerden von Todesurteilen
Spiegelherausgeber Rudolf Augstein hatte Filbinger am 8. Mai 1978 nach seiner Beteiligung an weiteren Todesurteilen gefragt. Das ARD-Magazin Panorama berichtete am 3. Juli 1978 über zwei Todesurteile, die er als Vorsitzender Richter gefällt hatte. Am 9. April 1945 hatte er den Obergefreiten Bigalske wegen Mordes in Tateinheit mit Meuterei und Fahnenflucht zum Tod verurteilt. Bigalske hatte am 15. März 1945 den Kommandanten des Hafenschutzboots NO 31 erschossen und war dann mit der übrigen Besatzung in das neutrale Schweden geflohen. Am 17. April 1945 verurteilte Filbinger den Obersteuermann Alois Steffen wegen Fahnenflucht und Wehrkraftzersetzung zum Tod. Dieser war Bigalske mit dem Hafenschutzboot NO 21 und 15 Mann Besatzung nach Schweden gefolgt. Beide Urteile konnten wegen der Flucht der Verurteilten nicht vollstreckt werden.
Dies erwies Filbingers vorherige Falschaussagen. Er bezeichnete die Todesurteile nun als „Phantomurteile“, die weder vollstreckt werden konnten noch sollten und die er daher vergessen habe. Gegenüber dem damaligen Bundesarchivar Heinz Boberach erklärte er, falls noch ein viertes Todesurteil von ihm auftauche, werde er zurücktreten.
Am 27. Juli 1978 fand eine Mitarbeiterin des Bundesarchivs zufällig eine ältere Gerichtsakte, die nicht zu den Aktenbeständen von Marinegerichten gehörte, von denen bis dahin Filbingers Mitwirken bekannt gewesen war. Bei der anschließenden systematischen Durchsicht der Verfahrensakten dieses Gerichts wurde ein weiteres Todesurteil entdeckt. Filbinger hatte es als Anklagevertreter 1943 wegen Plünderei gegen einen jungen Matrosen beantragt, der bei Aufräumarbeiten nach Luftangriffen auf Hannover einige Gegenstände von geringem Wert aus einer Drogerie an sich genommen hatte. Dem Antrag war der Richter gefolgt. Weil den vorgesetzten Militärjuristen das Urteil übertrieben erschienen war, hatten sie es in eine Lagerhaftstrafe umgewandelt. Deren Verbüßung überlebte der Matrose nicht. Am 1. August 1978 sandte Bundesinnenminister Gerhart Baum, der sich laufend über die Archivsuche unterrichten ließ, Filbinger eine Liste aller bisher ermittelten Todesurteile ohne Details dazu, aus der der vierte Fund hervorging.
Am 3. August 1978 gab das Staatsministerium Baden-Württembergs das vierte Todesurteil bekannt, stellte den Verlauf aber wie folgt dar: Der Matrose Herbert Günther Krämer sei am 17. August 1943 wegen fortgesetzten Plünderns zuerst zu acht Jahren Zuchthaus, dann zum Tod verurteilt worden. Filbinger habe das Urteil beantragt, dem Gerichtsherrn zugleich aber Verhörergebnisse vorgelegt, die eine Begnadigung rechtlich möglich erscheinen ließen. Im Revisionsverfahren habe er als Ankläger dann die Umwandlung in eine Freiheitsstrafe erreicht. Diese Angaben wirkten nun umso unglaubwürdiger, nachdem er monatelang erklärt hatte, er habe kein weiteres Todesurteil beantragt und keines gefällt, und dann angab, er habe die Urteile wegen Belanglosigkeit vergessen. Er galt in den Medien nun als „Mann, der ein Todesurteil vergisst“.

### Rücktritt
Heinrich Senfft hatte Filbinger im Hochhuthprozess am 9. Mai 1978 vor die Wahl gestellt, weitere Urteile selbst bekannt zu geben oder „abzutreten“. Theo Sommer hatte am 12. Mai gefragt: „Müsste Filbinger nicht zurücktreten – oder aber zu Mutter Gröger nach Langenhagen fahren und für die eigene Person jenen läuternden Kniefall vor der Vergangenheit tun, den Willy Brandt in Warschau für das ganze deutsche Volk vollzogen hat?“
Nach Hochhuths Teilerfolg vor Gericht forderte die oppositionelle Landes-SPD ab dem 27. Mai Filbingers Rücktritt als Ministerpräsident. Die Landes-CDU wies dies geschlossen zurück. Helmut Kohl und Heiner Geißler gaben mehrmals Ehrenerklärungen für ihn ab; die Bundes-CDU stellte sich bis Anfang Juli nach außen einmütig hinter ihn. Kritisiert wurde intern nicht sein Verhalten als Marinerichter, sondern die Form seiner öffentlichen Verteidigung: Sie sei zu sehr auf die juristische Ebene fixiert und berücksichtige die moralische Ebene nicht. Dass er die Vorgänge am Kriegsende nicht ausdrücklich bedauert habe, empfanden manche CDU-Mitglieder als engstirnig und ungeschickt.
Ab dem 3. Juli wandte sich die öffentliche Meinung zunehmend gegen Filbinger. Parteifreunde kritisierten seinen Umgang mit den Vorhaltungen nun auch öffentlich. Norbert Blüm schrieb in einem Artikel vom 10. Juli über persönliche Schuld trotz formalen Rechthabens und folgerte, Kommunisten hätten dasselbe Recht zur „Umkehr“ wie NSDAP-Mitglieder. Der „Radikalenerlass“, dessen verschärfte Anwendung in Baden-Württemberg Filbinger verfügt und dies über den Bundesrat als Bundesgesetz durchzusetzen versucht hatte, sei infolge der Affäre zu überdenken. Er solle „Fehler“ zugeben, denn „die Selbstgerechten“ könne man nicht verteidigen.
Am 11. Juli gab das Bundesarchiv bekannt, es habe Filbinger schon am 24. Mai von weiteren Aktenfunden zu seinen Urteilen 1945, darunter den „Phantomurteilen“, informiert. Daraufhin gingen die führenden Gremien von CDU und CSU zu ihm auf Distanz. Die Welt schrieb am 12. Juli, trotz der „Nibelungen-Gymnastik der CDU“ seien Filbingers politische Tage „selbstverständlich gezählt“; Matthias Walden kommentierte in der ARD am Folgetag, Filbingers Festhalten an seinem Amt schade dem „Geist der Demokratie“. Einige Medien (FAZ, 14. Juli, Der Spiegel, 17. Juli) machten den erwarteten Rücktritt zum Thema. Franz Josef Strauß sagte am 29. Juli vor Parteifreunden, Filbinger sei sein Verhalten am Kriegsende nicht vorzuwerfen, aber „mit Ratten und Schmeißfliegen führt man keine Prozesse“.
Lothar Späth, damals Fraktionsvorsitzender der CDU im Landtag Baden-Württembergs, berief zum 27. Juli eine Sondersitzung seiner Partei ein, deren Teilnehmer Filbinger nochmals ihre „kritische Solidarität“ versicherten. Nach der Bekanntgabe des vierten Todesurteils am 3. August versuchten die Landesgremien jedoch, Filbinger zum Rücktritt zu bewegen, und begannen die Suche nach einem Nachfolger.
Am 7. August 1978 nachmittags trat Filbinger von seinem Amt als Ministerpräsident zurück. Er erklärte dazu: „Dies ist die Folge einer Rufmordkampagne, die in dieser Form bisher in der Bundesrepublik nicht vorhanden war. Es ist mir schweres Unrecht angetan worden. Das wird sich erweisen, soweit es nicht bereits offenbar geworden ist.“ Schon vorher hatte Filbinger gegenüber dem Spiegel-Journalisten Felix Huby von einem „linken Abschusskartell“ gesprochen. Er sah sich zeitlebens als Opfer eines „Feldzugs linksliberaler Medien“. Seine Anhänger in der Landes-CDU, sein Vorgänger Gebhard Müller, sein Nachfolger Erwin Teufel und rechtskonservative sowie neurechte Autoren teilten diese Sicht.
Für Filbingers Kritiker hatte er seinen Rücktritt selbst verursacht. Dass er keine Reue gegenüber den Opferangehörigen zeigte, kritisierte Theo Sommer als starr und uneinsichtig: „Er wehrt jede Schulderfahrung ab …“ Seine Haltung zu den damals diskutierten Antiterrorgesetzen stimme mit seinen Anträgen und Urteilen als Marinerichter überein: „Er bleibt dem Obrigkeitsstaat hörig … Er ist ein Mann von law and order geblieben …“
Der Kommunikationswissenschaftler Hans Mathias Kepplinger führt Filbingers Rücktritt auf damalige Forderungen konservativer Medien, der Zeitgeschichtler Knud Andresen auf eine damalige Liberalisierung der CDU zurück, durch die etwa Filbingers Einsatz für den Radikalenerlass nun hinderlich gewirkt habe. Der Politikwissenschaftler Klaus Kamps beschreibt den Rücktritt als Folge missglückten „Skandalmanagements“ Filbingers: Er habe mit einer „Salamitaktik“ reagiert und damit umso stärkere Recherchen zu seiner Vergangenheit herausgefordert. Doch nicht seine Tätigkeit als Marinerichter, sondern deren aufgedeckte Verschleierungsversuche seien ihm zum Fallstrick geworden. Nur Verzicht auf Lügen hätte den Schaden für den Skandalisierten begrenzen können; erst das Ertapptwerden dabei mache diesen unbeherrschbar.
Ende März 1979 gab Filbinger auch sein Amt als einer von sieben stellvertretenden Bundesvorsitzenden ab. Die baden-württembergische CDU ernannte ihn 1979 zum Ehrenvorsitzenden. Im CDU-Bundesvorstand blieb er bis 1981.

## Nachgeschichte

### Rehabilitierungsversuche
Filbinger versuchte in den folgenden Jahrzehnten, seine Rehabilitierung zu erreichen. Dazu veröffentlichte er unter anderem 1987 seine Memoiren. Mit deren Titel Die geschmähte Generation erklärte er sich zum Sprecher der Generation der NS-Zeit. Darin entfaltete er frühere Angaben, wonach er seit 1938 Mitglied eines widerständigen Freiburger Freundeskreises um Reinhold Schneider gewesen sei. Der spätere katholisch-konservative Publizist Karl Färber hatte ihm dies im Entnazifizierungsverfahren 1946 bezeugt. Für diesen christlichen Kreis sei Gegnerschaft zum Hitlerregime „selbstverständliche Voraussetzung“ gewesen. Seinen Dienst bei der NS-Marinejustiz bezeichnete er als „aristokratische Form der Emigration“. Die Verschwörer des 20. Juli 1944 hätten ihn „für eine Verwendung nach geglücktem Attentat auf Adolf Hitler vorgesehen“. Der Sohn Paul von Hases, Alexander von Hase, habe ihm dies brieflich am 7. Juni 1978 bestätigt.
Reinhold Schneider ist als Gegner des Nationalsozialismus bekannt. Doch er, Karl Färber und sein Freundeskreis waren keine Mitglieder des christlich-marktliberalen, im Dezember 1938 gegründeten Freiburger Kreises. Filbingers angebliche Rolle bei Stauffenbergs Putschversuch von 1944 beruht nur auf seiner Eigenangabe zu dem unveröffentlichten Brief Alexander von Hases. Infolge der Filbinger-Affäre fanden Historiker heraus, dass Paul von Hase selbst an Todesurteilen der Wehrmacht mitgewirkt hatte.
Ferner erklärte Filbinger, nur indem die Marinejustiz die Soldatendisziplin wahrte, habe die Kriegsmarine im Frühjahr 1945 Millionen ostdeutsche Flüchtlinge über die Ostsee retten können. Sein Anwalt Gerhard Hammerstein behauptete am 4. April 1995 in einem Leserbrief an die Badische Zeitung wahrheitswidrig, „der Matrose G.“ (Gröger) sei im Verlauf dieser Rettungsaktion fahnenflüchtig geworden. Fahnenflucht habe diese gefährdet.
1992 gaben zwei ehemalige Offiziere beim Ministerium für Staatssicherheit (MfS) der DDR an, dessen Hauptverwaltung A habe Filbinger seit seinem großen, mit dem Slogan Freiheit statt Sozialismus errungenen Wahlsieg 1976 als Anwärter auf das Bundespräsidentenamt beobachtet. Daraufhin traf sich Filbinger am 30. April 1993 mit einem der beiden Autoren, Günter Bohnsack, und veröffentlichte dann das von diesem unterzeichnete Gesprächsprotokoll als Anhang zu seinen Memoiren mit dem Titel Die Wahrheit aus den Stasiakten. Darin hieß es: „Wir haben Filbinger durch aktive Maßnahmen bekämpft, d. h., Material gesammelt, gefälschtes oder verfälschtes Material in den Westen lanciert.“ Was dieses Material war, wann es entstand und wer es verfasste, gab Bohnsack nicht an. Ungenannte Kollegen hätten es ihm erzählt, erklärte er Filbinger im Beisein eines Zeugen des MAD. Dass das MfS Hochhuth in Ost-Berlin damit versorgt habe, wie Filbinger es in das Protokoll aufnehmen wollte, bestritt er. Er und Brehmer hätten keine Dokumente mit Todesurteilen Filbingers fabriziert und westlichen Kontaktpersonen zugespielt. Bundesdeutsche Journalisten sahen in dem Protokoll daher einen Versuch, den Eindruck gefälschter Todesurteile zu erwecken und sich so zum Stasi-Opfer zu machen.
Filbinger hielt bis an sein Lebensende daran fest, Opfer einer Medienhetze geworden zu sein und kein Unrecht getan zu haben, so dass er keine Schuld eingestehen müsse. Er erklärte in verschiedenen Interviews 2002 und 2003: „Ich hätte damals offensiv sagen sollen: ‚Durch den Filbinger ist kein einziger Mensch ums Leben gekommen.‘“ – „Wer meuterte, gefährdete das Ganze.“ Dieser Sicht stimmen Teile der CDU bis heute zu. Helmut Kohl hatte 1978 von einer „erneuten Entnazifizierungskampagne“ gesprochen und wiederholte dies in seinen Memoiren 2004, betonte dort aber auch, dass Filbinger die Affäre „mit einem menschlichen Wort des Bedauerns an die Angehörigen der Opfer“ hätte überstehen können. Dies habe er ihm damals vergeblich geraten.
Das von Filbinger 1979 gegründete, bis 1997 geleitete rechtskonservative Studienzentrum Weikersheim stellte ihn auf seiner Homepage bis 2011 als NS-Gegner dar. Der ihm folgende Präsident Weikersheims, Wolfgang von Stetten, behauptete 1997 im Bundestag, Filbinger sei durch eine „ferngelenkte Stasikampagne“ gestürzt worden und inzwischen „absolut rehabilitiert“. Wer dies bestreite, entlarve sich als „Mittäter der Stasi“. Klaus Voss, Redakteur der Preußischen Allgemeinen Zeitung, und der damalige Rechtsextremist Andreas Molau sahen Filbinger als „Opfer einer Hetze“. Sein Zeuge Guido Forstmeier verteidigte ihn 2000 in Weikersheim und nach seinem Tod 2007 in der rechtsextremen National-Zeitung.
Demgegenüber beschrieb Ralph Giordano den Fall Filbinger als „schmähliches Beispiel“ für die „zweite Schuld“, die viele Deutsche durch Verdrängen und Verleugnen ihrer Beteiligung am Nationalsozialismus und seinen Verbrechen nach 1945 auf sich geladen hätten. Für Neele Kerkmann und Torben Fischer verkörpert Filbinger durch „seine unbewegliche Rechtfertigungshaltung, die keinerlei selbstkritische Reflexion seiner Tätigkeit erkennen ließ, […] in den Augen der sensibilisierten Öffentlichkeit geradezu idealtypisch einen in Diktatur wie Demokratie erfolgversprechenden konservativ-autoritären Habitus, der sich durch ein ‚pathologisch gutes Gewissen‘ (Erhard Eppler) und – so die Ergänzung der Süddeutschen Zeitung – ein ‚pathologisch schlechtes Gedächtnis‘ auszeichnete.“
Baden-Württembergs damaliger Ministerpräsident Günther Oettinger griff in seiner Trauerrede zum Staatsakt am 11. April 2007 Filbingers Behauptung, durch seine Urteile sei niemand zu Tode gekommen, wörtlich auf und bezeichnete ihn als „Gegner des Nationalsozialismus“. Dies löste bundesweit Empörung und Widerspruch bei vielen Opferangehörigen, Verbänden, Parteien und Prominenten aus; einige Historiker sprachen von Geschichtsfälschung. Nach deutlicher Kritik der Bundeskanzlerin Angela Merkel nahm Oettinger den Ausdruck „Gegner“ am 16. April zurück. In diesem Zusammenhang wurden Filbingers Verhalten in der NS-Zeit und sein Umgang mit den Berichten darüber nochmals betrachtet.

### Debatte über Filbingers Verhältnis zum Nationalsozialismus
Am 22. Mai 1978 veröffentlichte der Spiegel Auszüge aus einem Aufsatz Filbingers vom März/April 1935, in dem er die damals mit einer Denkschrift des preußischen Justizministers vorbereitete nationalsozialistische Strafrechtsreform erklärte. Erst der Nationalsozialismus, hieß es darin, habe den „wirksamen Neubau des deutschen Rechts“ geistig ermöglicht und schütze statt der Freiheitsrechte des Einzelnen die „Volksgemeinschaft“ durch einen starken Staat. Als „Blutsgemeinschaft“ müsse diese nach nationalsozialistischer Auffassung zudem „rein erhalten und die rassisch wertvollen Bestandteile des deutschen Volkes planvoll vorwärtsentwickelt werden“. Daher enthalte die Denkschrift „Schutzbestimmungen für die Rasse, für Volksbestand und Volksgesundheit, […]“. Weiter schrieb Filbinger: „Schädlinge am Volksganzen jedoch, deren offenkundiger verbrecherischer Hang immer wieder strafbare Handlungen hervorrufen wird, werden unschädlich gemacht werden.“ Darin habe das bisherige Strafrecht versagt, weil es Einflüsse von Erbanlagen, Erziehung und Umwelt auf das „Seelenleben des Verbrechers“ untersucht habe, um den „meist unverbesserlichen“ Täter zu resozialisieren, statt „auf eine eindrucksvolle und scharfe Strafe sowie wirksamen Schutz der Gesamtheit bedacht“ zu sein. Das neue Gesetz werde jedoch nur durch „lebendige Richterpersönlichkeiten“ in das Volk hinein wirken; es verlange daher „den neuen Juristen, der aus Kenntnis und Verbundenheit mit dem Volke des Volkes Recht spreche“, nicht bloß nach formaler Sach- und Gesetzeslage.
Filbinger erklärte 1978 dazu, er habe damals nur Ansichten seines damaligen Lehrers Erik Wolf referiert, ohne diese zu übernehmen. Politikwissenschaftler und Historiker vermuten dennoch, dass Elemente der nationalsozialistischen Volkstums- und Rassenlehre, die sich im September 1935 in den Nürnberger Rassegesetzen niederschlug, seine Urteile als Marinerichter später mitbestimmten und er auch nach der deutschen Kapitulation „der nationalsozialistischen Denkweise noch sehr verhaftet“ gewesen sei. Laut Militärhistoriker Frank Roeser 2007 ließen die Nationalsozialisten nur für sie zuverlässige Juristen als Militärrichter arbeiten, und man konnte dieses Amt ohne Nachteile für sich ablehnen. Der Richter Helmut Kramer schrieb im Mai 2007 dazu:

„Es ist müßig, darüber zu streiten, ob Filbinger im Innern ein Anhänger Hitlers war. Auch kann dahinstehen, ob Hans Filbinger allein als Opportunist und aus Karrieregründen der SA und der NSDAP beigetreten ist und ob er den Nationalsozialisten nur nach dem Munde reden wollte, wenn er im Jahre 1935 in einer Studentenzeitschrift von ‚Blutsgemeinschaft‘, ‚Schädlingen am Volksganzen‘ und ‚rassisch wertvollen Teilen des deutschen Volkes‘ sprach. Hatte er tatsächlich die NS-Ideologie durchschaut, war dies um so schlimmer. Denn dann hätte er sich im Widerspruch zu seiner Überzeugung in den Dienst des Unrechtsstaates gestellt. Vielleicht war er aber selbst nach Kriegsende noch ein unbelehrbarer Nazi …“

In einer Gedenkrede 1960 in Brettheim hatte sich Filbinger von nationalsozialistischem Unrecht distanziert. Dort hatte ein Standgericht die „Männer von Brettheim“ – einen Bauern, der Hitlerjugend-Angehörige entwaffnet hatte, und zwei Beamte, die ihn dafür nicht zum Tod verurteilen wollten – 1945 kurz vor Kriegsende erhängt. Das Ansbacher Gericht erklärte das Standgerichtsurteil in einem Verfahren gegen die Mörder 1960 für rechtsgültig, nachdem es den verurteilten Kriegsverbrecher Albert Kesselring und Erich Schwinge als Sachverständige gehört hatte. Als Reaktion darauf bezeichnete Filbinger die Erhängungen als „himmelschreiendes Unrecht“.

### Debatte über Filbingers Handlungsspielräume
Ob und wie weit Filbinger Grögers Hinrichtung mitverursacht hatte, wurde zu einer zentralen Streitfrage der Affäre. Grögers ehemaliger Verteidiger Werner Schön erklärte am 4. Mai 1978 in einem Leserbrief, Filbingers Beteiligung sei ihm nicht erinnerlich; er habe wohl nur eine Statistenrolle gehabt. Zwar habe das Gericht der Weisung des Gerichtsherren nicht folgen müssen, und es habe durchaus rechtliche Argumente gegen die Todesstrafe gegeben. Aber der Ankläger hätte eine geringere Strafe nur mit neuen Fakten beantragen können. Diese seien jedoch schon in Grögers erstem Verfahren geklärt gewesen.
Rudolf Augstein verwies am 8. Mai auf die von 1938 bis 1945 geltende Kriegsstrafverfahrensordnung, die die Weisungsbefugnis der Gerichtsherren eng begrenzte und Anklagevertreter verpflichtete, rechtliche Bedenken gegen eine Weisung vorzutragen und schriftlich festzuhalten, falls diese unberücksichtigt blieben. Davon hatte Filbinger bei Gröger abgesehen, weil er die Weisung, wie er Augstein gegenüber bestätigte, nicht für rechtswidrig hielt. Wegen seiner antinazistischen Haltung habe er aussichtslose Fälle „anstandslos passieren lassen, um in aussichtsreicheren Fällen erfolgreich tätig werden zu können“.
Am 12. Mai fragte Zeitredakteur Theo Sommer, ob „Bemühung, Mannhaftigkeit, vielleicht schon ein wenig Schläue genügt haben könnten, das nur scheinbar Unabwendbare abzuwenden?“ Joachim Fest fragte in der FAZ am 26. Mai, „ob nicht etwas weniger beflissener Erledigungswahn dem Verurteilten das Leben hätte retten können“.
Der Historiker Heinz Hürten meinte in einem 1980 erschienenen Aufsatz, Filbinger habe wegen der in der Verhandlung aufgedeckten Täuschungsversuche Grögers nur die Todesstrafe beantragen können. Er habe als Ankläger auch nicht auf die dem Urteil folgende gerichtliche Prüfung eines Gnadengesuchs einwirken dürfen. Die Hinrichtung habe sich nach der Urteilsbestätigung durch den Oberbefehlshaber der Kriegsmarine nicht mehr hinauszögern lassen. Hürten erwähnte einen anderen Marine-Ankläger, der nach einem Todesurteil eine Eingabe an den Oberbefehlshaber gesandt und dafür zwar einen dienstlichen Verweis erhalten, jedoch die Aufhebung des Urteils erwirkt hatte.

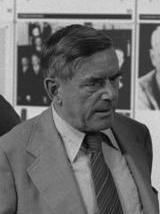
Golo Mann

Golo Mann sprach schon am 6. August 1978 von einer „Menschenhatz“ gegen Filbinger. 1987 folgte er Filbingers Memoiren: Das Todesurteil gegen Gröger habe festgestanden, seine Rettung sei „von vornherein unmöglich“ gewesen. Filbinger sei kein Anhänger Hitlers, sondern eines „freiheitlichen Rechtsstaates“ gewesen und habe sich gegen seinen Einsatz als Militärjurist gewehrt. In seinem Amt habe er sich dann so „human“ verhalten, „wie er irgend durfte“. Er könne durchaus zwei ohnehin nicht vollstreckbare Todesurteile vergessen haben. Mann fragte, ob Hochhuth 1978 „eine Liste deutscher Politiker durchging, biographische Fakten studierte und sich dann für die Akten eines Marinerichters entschloß – oder, ob er Winke von anderswoher erhalten hat“.
Zu Filbingers 90. Geburtstag 2003 untersuchten Historiker das Thema erneut. Florian Rohdenburg fand bei Recherchen im Bundesarchiv, dass Ankläger und Richter der NS-Militärjustiz nie bestraft wurden, wenn sie von Vorgaben der Gerichtsherrn abweichende Anträge stellten oder Urteile fällten. Ihm folgend meinte Wolfram Wette, Filbinger hätte seinen Vorgesetzten mitteilen können, dass er das erstinstanzliche Urteil gegen Gröger weiter für ausreichend halte. Denn Grögers militärischer Vorgesetzter hatte ihn in einer Stellungnahme für den zweiten Prozess als „hoffnungslosen Schwächling“ bezeichnet, „der nie seine Soldatenpflichten erfüllen wird“. Bei fehlender „Mannhaftigkeit“ konnte man nach dem NS-Militärrecht von der Todesstrafe absehen. Dass Filbinger dies nicht erwog, führt Wette auf seine Geringschätzung Grögers zurück: Dieser sei für ihn wegen seiner militärischen Vorstrafen „für die kämpfende Volksgemeinschaft ohne Wert“ gewesen. Dagegen zeige Forstmeiers Aussage, dass er sehr wohl Handlungsspielräume zum Vermeiden eines Todesurteils gehabt habe.
Dagegen betonte Günther Gillessen im November 2003 im Anschluss an Hürten und Franz Neubauer erneut die damaligen Prozessumstände: Filbinger habe den Fall erst nach Abschluss der Untersuchung mildernder Umstände übernommen, also die Anklage nicht mit vorbereiten und der gesetzmäßigen Weisung des Flottenchefs nicht widersprechen können. Ein Gnadengesuch habe nur dem Verteidiger zugestanden, Gnadengründe hätte nur der Richter dem Gerichtsherrn darstellen müssen. 2004 erstattete Strafanzeigen gegen Filbinger wegen der Mitwirkung an Todesurteilen wurden nicht weiter verfolgt.
Militärhistoriker Manfred Messerschmidt sagte nach Prüfung der Originalakten zum Fall Gröger im April 2007: „Filbinger hätte die Todesstrafe nicht fordern müssen, er hat trotzdem in dem Verfahren mitgespielt. Das war gut, um seine Position als Marine-Oberstabsrichter zu sichern. Aus anderen Fällen ist bekannt, dass es keinen Zwang dazu gab. Filbinger hätte nicht einmal ein Disziplinarverfahren fürchten müssen, hätte er sich anders entschieden …“ So sei etwa Reichkriegsgerichtsrat Hans-Ulrich Rottka für seine häufigen Anträge auf genauere Prüfung der Anklage, um voreilige Todesurteile zu vermeiden, nur entlassen worden.
Helmut Kramer zufolge versuchte Filbinger zu verschleiern, dass er als Ankläger „ein ungerechtes Todesurteil gefordert und damit das Gericht in Zugzwang gebracht“ habe. Er sei einer der „furchtbaren Juristen“, aber nur ein typischer Mitläufer unter etwa 2.500 bis 2.800 Militärrichtern der NS-Zeit gewesen.

### Historische und rechtliche Aufarbeitung der Wehrmachtsjustiz

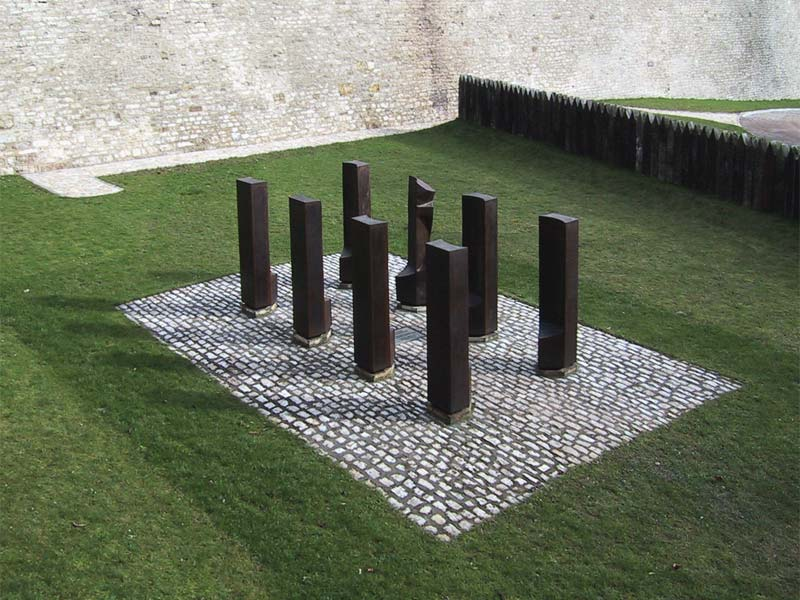
Thomas Nicolai: Denkmal für den unbekannten Wehrmachtsdeserteur, Festung Petersberg, Erfurt, enthüllt 1995

Nach Filbingers Rücktritt eröffnete Franz Josef Strauß eine Bundestagsdebatte über die Verjährungsfrist für NS-Verbrechen am 14. August 1978 mit dem Vorwurf: „Das Materialsammeln, Schnüffeln, Drecksuchen, Anschießen, Hetzen, Rufmorden, Abschießen war eine beliebte Methode der Nazis, deren gelehrige Schüler die Roten heute sind.“ Er forderte eine Generalamnestie für NS-Täter. Herbert Wehners Gegeninitiative, Verjährung bei Mord generell aufzuheben, fand 1979 eine parteiübergreifende Mehrheit.
Die Filbinger-Affäre verstärkte die um 1966 begonnene empirische Erforschung der Wehrmachtsjustiz. Der ehemalige Luftwaffenrichter Otto Peter Schweling und Erich Schwinge hatten diese 1977 als „antinationalsozialistische Enklave der Rechtsstaatlichkeit“ dargestellt und Todesstrafen auch für jugendliche Deserteure gerechtfertigt, die sogar nach Hitlers Erlass hätten freigesprochen werden können. Mit ihren Argumentationsmustern verteidigte sich Filbinger seit 1978.
Dagegen wiesen Fritz Wüllner und Manfred Messerschmidt vom Militärgeschichtlichen Forschungsamt in Freiburg/Breisgau 1987 detailliert nach, dass die Wehrmachtsjustiz in „nahtloser Anpassung an die NS-Rechtslehre“ über 30.000 Todesurteile und zehntausende Hinrichtungen zu verantworten hatte. Ohne Hochhuths Angriff auf Filbinger, so die Autoren, wäre dies weiter kaum näher untersucht worden. 1987 erschien Ingo Müllers Buch Furchtbare Juristen, das die Rolle der NS-Justiz und den Umgang der bundesdeutschen Justiz damit behandelte. 1988 verwies Heinrich Senfft in einem Buch zur politischen Justiz in Deutschland darauf, dass die Todesurteile der NS-Richter nach 1945 nicht gesühnt wurden.
Der Bundesgerichtshof (BGH), der die Strafverfolgung von Juristen der NS-Zeit lange Zeit weitgehend verhindert hatte, stellte am 16. November 1995 in einem obiter dictum (lat. „nebenbei Gesagtes“) fest: Die NS-Justiz habe die Todesstrafe beispiellos missbraucht. Ihre Rechtsprechung sei „angesichts exzessiver Verhängung von Todesstrafen nicht zu Unrecht oft als ‚Blutjustiz‘ bezeichnet worden“. Eine „Vielzahl ehemaliger NS-Richter“, die in der Bundesrepublik ihre Laufbahn fortsetzten, hätten „strafrechtlich wegen Rechtsbeugung in Tateinheit mit Kapitalverbrechen zur Verantwortung gezogen werden müssen … Darin, daß dies nicht geschehen ist, liegt ein folgenschweres Versagen bundesdeutscher Strafjustiz.“ Dies begrüßten Juristen und Militärhistoriker als Abkehr von alten Betrachtungsweisen und „selbstkritische Bilanz des Umgangs mit der NS-Militärjustiz“.
Dieser Wandel ermöglichte allmählich auch die Rehabilitierung der Opfer der NS-Militärjustiz und Entschädigung ihrer Angehörigen, die vor allem die Evangelische Kirche in Deutschland verlangte. Das am 23. Juli 2002 verabschiedete Gesetz zur Aufhebung nationalsozialistischer Unrechtsurteile in der Strafrechtspflege rehabilitierte alle als Deserteure der Wehrmacht Verurteilten nachträglich. Am 8. September 2009 hob der Bundestag einstimmig auch alle wegen sogenannten Kriegsverrats gefällten NS-Urteile auf, die bis dahin noch einer Einzelfallprüfung überlassen waren.
Am 22. Juni 2007 eröffnete die Berliner Stiftung Denkmal für die ermordeten Juden Europas in Wien eine Wanderausstellung unter dem an das bekannte Filbingerzitat angelehnten Titel „Was damals Recht war … – Soldaten und Zivilisten vor Gerichten der Wehrmacht“. Sie zeigt analog zur Wehrmachtsausstellung in Österreich und Deutschland Ergebnisse von zwei Jahren Forschung zur Unrechtsjustiz der NS-Zeit. Bundespräsident Richard von Weizsäcker sagte zur Eröffnung der Ausstellung: „Die Jahrzehnte währenden Debatten um die Motive der Angeklagten verstellten den Blick auf die Justiz, die sie verurteilte. Die Wehrmachtgerichte waren ein Instrument des nationalsozialistischen Unrechtsstaates.“

### Künstlerische Verarbeitung
Am 29. Juni 1979 führte der Regisseur Claus Peymann, den Filbinger zuvor zum Rücktritt gezwungen hatte, in Stuttgart das Stück Vor dem Ruhestand, Eine Komödie von deutscher Seele von Thomas Bernhard erstmals auf. Die Hauptfigur ist ein ehemaliger KZ-Kommandant und nachmaliger Gerichtspräsident, der noch als Rentner jährlich zu Heinrich Himmlers Geburtstag seine alte Uniform anzieht. Wie Filbinger glaubt auch diese Figur eines Juristen, heute könne nicht Unrecht sein, was einst Recht gewesen sei. Das Drama war von der Filbinger-Affäre angeregt und behandelte das Thema, dass sich die alten Nazis nicht geändert haben. Obwohl es nicht direkt auf der Affäre beruhte, wurde es als Antwort darauf und auf die damit verbundenen Themen verstanden.
Im Oktober 1979 erschien Hochhuths Theaterstück Juristen, das im Anschluss an sein Buch Eine Liebe zu Deutschland, aber allgemeiner die Rolle von Wehrmachtsrichtern in der NS-Zeit thematisierte. Es wurde zum Teil als unzeitgemäß plakativ, effekthascherisch und künstlerisch wertlos kritisiert.
2014 berichtete der ehemalige Chefredakteur der Thüringer Allgemeinen Sergej Lochthofen von einem Interview, das er 1978 mit einem U-Boot-Maat geführt hatte. Dieser berichtete ihm, er habe im Krieg als Prozessbeobachter in Norwegen zwei Todesurteile Filbingers miterlebt, die beide kurz danach vollstreckt worden seien. In einem Fall habe Filbinger einen Elsässer des Hochverrats angeklagt, weil dieser sich als Franzose, nicht als Deutscher sah und sich darum nicht am Morden habe beteiligen wollen. Im zweiten Fall habe er einen Matrosen angeklagt, der laut Meldung eines Kameraden „Feindsender“ gehört haben sollte. Lochthofens Bericht dazu wurde in der DDR nicht veröffentlicht, angeblich, um sich nicht „in die inneren Angelegenheiten der BRD“ einzumischen.